# 1. szimfónia (Brahms)
Johannes Brahms 1., c-moll szimfóniája (op. 68.) hosszas előkészületi munkálatokat követően 1876-ra készült el. Bemutatója 1876. november 4-én volt Karlsruhében.

## A mű születése

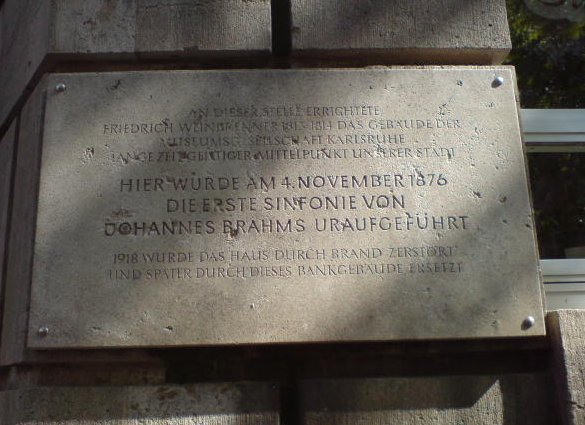
A szimfónia bemutatójának emléktáblája (Karlsruhe, Kaiserstr. 90.)

Brahms még fiatalon – alig töltötte be huszadik életévét – kezdett bele egy szimfónia komponálásába. A c-mollban írt első vázlatokat 1854-ben vetette papírra, ezt követően azonban megakadt a munkában, mert nyomasztotta a „Beethoven után szimfóniát írni…” érzés, másrészt már ekkor nagyon igényes volt munkáival szemben. Félre is tette ezt a szimfóniatervet (később ebből lett a d-moll zongoraverseny), és egy ugyancsak c-moll hangnemű zongoranégyesbe fogott bele. Végül ez is az asztalfiókba került, csak évtizedek múlva fejezte be. A két mű „sötét” moll hangneme Brahms akkori lelkiállapotára utal, amit egyfelől jóbarátja, Robert Schumann ekkor már jelentkező súlyos betegsége, másfelől a kor borús Sturm und Drang hangulata is okozhatott.
Első szimfóniájának újbóli gondolata csak nyolc év múlva, 1862-ben merült fel benne, de ekkor már majdnem készre komponálta az első tételt. Clara Schumann lelkes hangú levélben számolt be erről Joachim Józsefnek írott levelében: „…a tétel tele van csodálatos szépségekkel … olyan lendületes, mint egy áradat.” Pedig ez az anyag még mindig nem volt kész: a véglegesített változatba Brahms majd még egy lassú bevezetőt illeszt.
Brahms a szimfóniájával ezután újabb másfél évtizedig nem foglalkozott, csak 1878 őszén látott neki a munkának (már túl volt a Haydn-variációk sikerén), és – úgy látszik, rendeződtek gondolatai a témában – két hónap alatt megírta a „maradék” három tételt. Clara Schumann erről is beszámolt szeptember 25-én a naplójában: „Johannes két szimfóniatételt játszott el nekem [valószínűleg az első és a negyedik tételről van szó – szerk.] … Mindkettő nagyszabású, lendületes és szellemes az elejétől a végéig, mégis talán melódiagazdagságában nem teljesen elégített ki.” Október 10-én meghallgatta a második és a harmadik tételt is: „nem tudom eltitkolni, hogy levert és szomorú vagyok, mert ezek nem azonos jelentőségűek” Brahms más műveivel.
A szimfónia bemutatója 1876. november 4-én volt Karlsruhéban, az előadás karmestere a közeli barát, Felix Otto Dessoff volt. A fogadtatás amolyan „közepes” volt, a lelkes hangok mellett többségben voltak azok, akik a művet kifejezett tartózkodással fogadták. Hangsúlyozták a beethoveni hagyományok folytatását, sőt a Beethoven-művekkel való rokonságot (főleg az ötödikkel és a kilencedikkel – Brahms bosszúságára). Hans von Bülow egyenesen azt mondta róla: a tizedik! (azaz olyan, mintha Beethoven tizedik szimfóniája lenne), és hasonló véleményen volt Eduard Hanslick zenekritikus, Brahms barátja is. A lipcsei bemutató sem hozta meg a várt átütő sikert, a szimfónia valódi értékeit csak később ismerték fel.

## A zene

### I. tétel
Un poco sostenuto – Allegro (c-moll)
A bevezető, lassú részt Brahms a tétel elkészülte után jóval később, valószínűleg a végső munkálatok során illesztette a tétel elé. Ez a rész a tétel fontos gondolatait foglalja össze, komor, tragikus hangulatú, feszültségekkel teli. A tétel voltaképpeni nyitó motívuma (38. ütemtől), ami fortissimo csúcspontról indul, akkoriban igencsak merésznek számított (erről Clara Schumann is beszámolt), és nemcsak a tételt, de az egész szimfóniát meghatározza. Lényege az állandó mozgás, az újabb és újabb fordulatok megjelenése, majd a megnyugvás. A téma második eleme a melodikus jelleg uralkodóvá válása. A tétel zárása emlékező, nosztalgikus hangulatú, egyben megnyugvást adó. A tétel 14–15 perc hosszú, 511 ütemből áll.
|                |                  |
| Az első főtéma | A második főtéma |

### II. tétel
Andante sostenuto (E-dúr)
A második tétel – az elsővel ellentétben és jelzésének megfelelően – visszafogott hangvételű, tempójú és hangszerelésű, szinte kamarazenei jelleget mutat, és Schumannra utaló hangulata van. Felépítése: A–B–A’–kóda. Fontos szerepet játszik benne az oboa és a klarinét párbeszéde. „Az egész tételt a csendes befelé fordulás jellemzi.” 8–9 perces tétel, 128 taktus.
|                    |                      |
| Az első (A) főtéma | A második (B) főtéma |

### III. tétel
Un poco allegretto e grazioso (Asz-dúr)
Ez a scherzo jellegű tétel mintegy a második hangvételét folytatja kamarazenei hangszerelésével, ez előzőhöz hasonló felépítésével, és közelít a schuberti természetzenék felé, a német népdalok hangjához. 164 ütemből áll, előadása mintegy 4–5 percig tart.
|                |                  |
| Az első főtéma | A második főtéma |

### IV. tétel
Adagio – Più Andante –  Allegro non troppo, ma con brio (C-dúr)
A negyedik tétel az első párja – mind mondanivalójában, mind méretét tekintve. Clara Schumann jellemzése szerint: „A negyedik tétel valóban a legnagyobb, amit eddig a hangszeres zene területén alkotott, lényegileg az első tétel méltó párjának érzem.” A bevezetése szinte még lemondóbb, még tragikusabb, mint az elsőé, és felismerhető benne az első tétel alapgondolata, belső feszültsége. Az üstdobok váratlan trioláját követően – az eddigi hangulat kontrasztjaként – a híressé vált „alpesi kürttéma” hangzik fel, ami természeti képeket idéz fel. Clara szerint „… a szívet valósággal felemeli, amint a hosszú, borús napok után felfrissít a tavaszi levegő.” Ezt követi a tétel főtémája, „akár indulónak vagy himnusznak is beillene”. A tétel 457 taktusból áll, mintegy 16–17 perces előadási időtartammal lehet számolni.
|                      |          |
| Az „alpesi kürttéma” | A főtéma |

## Hangszerelés
A szimfónia előadói apparátusa: két fuvola, két oboa, két klarinét, két fagott, kontrafagott, négy kürt, két trombita, három harsona, üstdob és a vonósok.
Előadása – tempóválasztástól függően – 44–47 percet vesz igénybe.

## Beethoven hatása
Az I. szimfónia bemutatását követően egyértelmű volt a vélemény: Brahms a beethoveni hagyományokat, a bécsi klasszicista zenei formákat vitte tovább művében. A vehemensebb elemzők azonban ennél többet állítottak, azt, hogy bizonyos zenei momentumok tekintetében Brahms egyszerűen átvett részeket Beethoventől. Brahms természetesen dühödten visszautasította a vádakat, de a beethoveni hatásokat teljes tudatossággal vállalta. A plágiummal vádaskodók több hasonlóságot mutattak ki Beethoven 9. szimfóniájával, annak is Örömódájával. Az ábrán a zöld részek lényegében azonosságot, a sárgával jelölt részek hasonlóságot mutatnak.

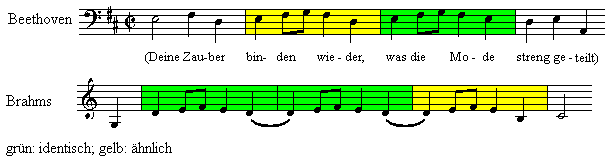
Összevetés az Örömódával

A másik jellegzetes hasonlóságot az Eroica szimfóniájához találták meg. Azonos a hangnem (c-moll), hasonlóságot találtak a dallamvezetésben, és felismerhető a „sors motívum” ritmikája is.

## Hallgassuk meg!
|          |           |            |           |
| I. tétel | II. tétel | III. tétel | IV. tétel |